# Skörstorps landskommun
Skörstorps landskommun var en tidigare kommun i dåvarande Skaraborgs län.

## Administrativ historik
Kommunen inrättades i Skörstorps socken i Vartofta härad i Västergötland när 1862 års kommunalförordningar trädde i kraft.  
Vid kommunreformen 1952 uppgick landskommunen i Dimbo landskommun som upplöstes 1974 då denna del uppgick i Falköpings kommun.